# 學生動源
學生動源（英語：Studentlocalism），香港獨派學生組織。2016年4月5日成立於香港，2020年6月中國全國人大常委會通過《港區國安法》後，宣佈解散香港本部、成立國外分部。該組織的最後一任召集人為鍾翰林。

## 歷來行動

### 光復上水
儘管當局將「一簽多行」改為「一周一行」，但北區的水貨客問題仍然十分嚴重。2016年5月1日，北區水貨客關注組、香港民族陣綫、科大行動、勇武前綫、學生動源在網上發起光復上水，以抗議香港境內水貨客問題，目標與自2012年9月起發動的光復上水站的原因相近。示威者指控來自中國大陸的水貨客充斥著上水，涉嫌從事走私活動，長期霸佔附近通道及巴士站，同時導致物價膨脹，嚴重影響居民生活。遊行會由上水新功街起步，遊行至上水港鐵站C出口外。
北區水貨客關注組原預料「五．一上水齊勞動」有約百人參與，唯遊行前一天，陳雲在facebook透露有人會混入行動人群中生事，呼籲支持者不要參與。結果遊行當日只有數十名網民響應，集中到上水新功街水貨客的集散範圍示威。而警方亦築起人鏈分隔。
其後北區水貨客關注組發言人梁金成表示收到可靠消息，指疑有城邦派人士混入遊行隊伍「搞事」，擔心出現年初一旺角衝突場面，下午3時20分突然宣佈取消行動。 學生動源隨即發表聲明，表示不認同梁金成指疑有城邦派人士混入遊行隊伍「搞事」。
而遊行未開始前亦爆發衝突，一名不滿反對反水貨客遊行的拖篋男子，一度擬搶去遊行人士手持的港英旗，雙方對罵及發生衝突，其中一個手持的港英旗的市民被警員帶走。警方表示以涉嫌在公眾地方打架拘捕40歲姓林及26歲姓梁男子，2人一度被扣留調查，案件交由大埔警區重案組第3隊跟進調查。
最後只有熱血公民成員李政熙現身，穿梭附近商舖、新都廣場、上水站，之後又到上水廣場。在路過其間，有不少商店關閘，大批警員、記者和市民緊隨其後。於傍晚時分陸續散去。警方稱遊行最高峰時有260人參與。
另一方面，警方派出約300名人員戒備，於下午2時左右，已於新功街、上水站等地駐守及巡邏。

### 六四街站
2016年6月4日六四事件27週年，學生動源於於維多利亞公園外的記利佐治街擺設街站，呼籲市民改往大專院校六四論壇或熱血公民、普羅政治學苑、香港復興會於五區所舉行的六四晚會，並批評支聯會「賣港27年」。
於晚上舉行維園六四燭光晚會前夕，有本土派人士突然衝入會場，事件中一人被捕，學生動源隨即前往北角警署聲援被捕人士。

### 屯門指罵水貨客街站
2016年7月8日，學生動源成員前往屯門B3X巴士站擺設街站，指罵中國大陸來港水貨客，以後有接近三十名警察、三輛警車到場指街站阻街並沒有事前申請，期間白衣警員妨礙學生動源成員拍攝並出言辱罵，過程中並無出示警員證及編號。

## 入校宣傳

### 計劃經過
2016年7月31日，學生動源呼籲全港中學生於校內成立本土關注組，並發起校內行動，將香港獨立聲音帶入校園每一個角落，隨即有兩間中學成立本土關注組。
2016年8月5日，學生動源聯同七間校內本土關注組呼籲市民出席民族黨，以捍衛民主，重奪主權集會，並支持香港獨立。包括港華本土關注組、兆基本土關注組、九華本土關注組、沐恩本土關注組、曾肇添本土學社、沙培本土關注組及湯中本土關注組。

### 政府立場
教育局以取消教師註冊資格作要脅，禁止教師支持或接受港獨言論，行政長官梁振英出席行政會議前，開腔支持教育局有關決定，又指港獨並非言論自由問題，屬「是非觀念的問題」。
梁振英聲稱，港獨會令青少年及香港「付出很大代價」，會嚴重破壞香港與中國大陸、中共政府的關係，因此如有同學欲討論港獨，教師、校長、學校「有引導責任」，要帶「是非的立場」與學生討論，不主張學生一同「違法」及「殘害自己生命身體」，因港獨有「是非的立場」，所以容讓港獨討論與否並非言論自由問題。

### 教育局立場
教育局局長吳克儉於2016年8月5日出席公開活動時表示，留意到有提倡港獨的組織聲稱在校園宣傳政治立場，招攬學生參與組織活動，他重申香港是中國不可分離的部分，按《基本法》享有高度自治，港獨組織違反憲制責任，其主張和活動不應在校園進行。
吳克儉表示，學校應以教育為大前提，校長、老師及家長要支援學生，免受誤導，避免他們參與違法活動；他又注意到近期有個別青少年被捕，特別關心那些心智未成熟的人士受到誤導，不知不覺下做了違法的事情，毀掉一生前途。他指，局方會與教育界及學校保持緊密聯繫，而學校在港獨議題上亦有一定指引。
2016年8月14日，教育局引述《教育條例》(第279章)，指作為管理學校及教職員僱主的校董會須負責管理員工的工作表現，校方應向教職員說明對其行為操守及期望，提醒教師任何港獨主張或活動不應在校園出現，就算討論相關議題亦應以《基本法》為基礎，不應灌輸任何政治成分。香港校董學會日前發表聲明，表示堅決反對有人在校園內鼓吹港獨，隨即獲得教育局回應，對支持港獨的教師作出迴應，表示會取消其註冊教師資格。
教育局稱，若有個別教師鼓吹「港獨」，須承擔相關責任和後果，嚴重可以取消或拒絕其註冊教師的資格。
2016年8月19日，教育局局長吳克儉昨在北京會見中國教育部官員，會後稱會面談及港獨入侵校園，校園不應出現港獨主張或活動，此立場得到教育部全力認同和支持；惟教育局其後發稿時刪去「全力」兩字。
吳克儉昨晨與中國教育部舉行定期工作會議，與會者包括部長陳寶生和副部長杜玉波等。吳於會後稱，港獨違反《基本法》，破壞一國兩制，校園不應出現港獨主張或活動，又指「得到教育部全力喺呢方面認同，支持我哋呢方面嘅立場」。惟教育局昨午2時45分發稿，刪去「全力」兩字。
2016年8月19日，教育局局長吳克儉與副局長楊潤雄等官員召見30間官校校長，會上吳重申講獨違反《基本法》，更下令校園內不容許講獨活動，要求校長向相關持份者「講清楚」，包括學生會、家教會和校友會。會上吳更點名查問屯門官立中學及南屯門官立中學，有否教職員或學生談及講獨主張。
2016年8月25日，教育局局長吳克儉指校外如果有人宣傳講獨，各學校可與分區教育主任及警方接觸，有特別需要時，警方可加以提供支援。

### 教育界立場
教協副會長張銳輝出席一個港台節目時表示，若有學生以港獨議題參選學生會，應尊重學生的自主，讓他們討論。他又認為，港獨思潮出現背後的原因，是年輕人對香港現況不滿，他們珍惜的核心價值不斷改變，但社會沒有空間和機會讓他們發聲。
出席同一節目的前教育統籌委員會委員戴希立則表示，香港自古是中國的一部分，如果推動香港離開中國獨立，等同分裂國土，是大是大非的問題，並非只是學術討論，學生應在《基本法》的框架內討論。
2016年8月14日，香港校董學會發表聲明，表示堅決反對有人在校園內鼓吹港獨。

## 部份事件

### 文匯報記者涉跟蹤召集人
2017年10月20日，《文匯報》的記者涉跟蹤鍾翰林放學。由鍾翰林於下午4時放學，至5時許到天水圍與疑似「本土工作室」負責人見面，交收有關政治宣傳品，再跟蹤鍾翰林至元朗住所。報道甚至提及鍾翰林與友人通電內容，並刊出「本土工作室」相關人士及鍾翰林住所的大門。
2017年10月23日，《文匯報》於報道展示鍾翰林之居所之大門。

### 珍惜群組人士涉拳打學生動源成員
學生動源提及，他們與香港民族陣綫於葵涌循道中學外圍聲援劉康，期間有成員受到施襲。親中組織珍惜群組成員涉以拳頭攻擊對方的面部，受害人左耳持續劇痛須前往醫院求醫並進行驗傷，而經診斷後初步懷疑耳膜受損，並轉介至專科作進一步診斷並申請驗傷報告，取得驗傷報告證實有實際身體損傷後到警署備案。

### 中國大陸當局涉滋擾學生動源成員家屬
學生動源聲言，一名成員的家人曾被廣東省執法部門人員扣查。期間，當局警吿該名成員須停止在港參與政治活動，並稱未來會派人來港接觸該成員。現在，該成員因人身安全理由而退出組織。2018月8月份民族黨事件後，另一名成員有家人因工作需要前往福建泉州，其後獲泉州公安告知，該成員曾於網上發布不利中國的消息，警告他不能再參與有關政治活動。學生動源續指，近日香港警方已從其他途徑試圖獲取該組織的資料，如：派員跟蹤學生動源召集人鍾翰林以獲取更多情報，同時減少與他們過往的雙向接觸。學生動源指斥，近期發生多宗中國執法部門涉嫌滋擾和扣留香港居民事件，明顯違反《香港基本法》，要求特區保安局公開回應，有關偵查香港政治組織的詳情，和澄清有否將香港政治組織資料上繳至中國政府，以致發生多宗同類事件。
保安局回應稱，每個司法管轄區均有其法律，任何人應遵守當地法律。市民如希望特區政府跟進個案，都應向有關部門提供資料，以之根據有關資料按實際情況處理。該局又稱，只有特區政府的執法部門才可在香港享有執法權。
香港警方回應《明報》查詢關於學生動源對警方的指控，及調查是否與《社團條例》有關。警方會指，不會作個別評論。
工聯會立法會議員黃國健稱，若有人受恐嚇應提供證據及報警，不應憑空指控；他相信警方會調查香港政治組織，但不相信警方把有關資料交予中國大陸政府。民主派立法會議員區諾軒就批評，事件是透過不同形式的暴力恐嚇港人，政府不能以收不到投訴為由漠視，行政長官林鄭月娥和保安局有責任向中央跟進。

### 鍾翰林上學途中遇襲
2018年11月9日，鍾翰林在facebook表示，他於元朗街頭遭一名戴眼鏡、口罩的男子襲擊。警方回覆指，已接獲報案，經初步調查，案件列普通襲擊，交元朗分區人員跟進。

### 訪台期間被跟蹤
2019年1月，學生動源代表團訪台期間，被香港媒體《大公報》和《文匯報》跟蹤，並高調在頭版上曝光其行動。事情引發台灣政府關注，並指出這是國安漏洞，而且《大公報》和《文匯報》同時被發現沒有採訪許可，在完成調查前，將會被禁止入境1－3年。

### 召集人破壞中國國旗被捕
2019年5月22日，學生動源召集人鍾翰林，因破壞中華人民共和國國旗而被警方拘捕。

### 港區國安法的影響
2020年6月30日《港區國安法》通過後，學生動源於同日宣佈解散香港本部，並表示將於臺灣、美國、澳洲設立海外分部，繼續在香港以外地區推動香港獨立。
2020年7月29日晚上，包括前召集人鍾翰林、前發言人何諾恆、前成員何忻諾及陳渭賢在內的多名學生動源前成員被香港警務處國家安全處人員以違反《港區國安法》為由拘捕。
2020年10月27日，前召集人鍾翰林、前發言人何諾恆及前成員何忻諾再度被香港警務處國家安全處人員拘捕，警方指3人涉嫌自2020年9月在網上社交平台發表有關煽動他人分裂國家的內容，違反《港區國安法》第21條。

## 網上電台

### 開台日
2016年7月22日，學生動源於Channel i節目《學生動源》正式開台。